# Albrecht Theodor Middeldorpf

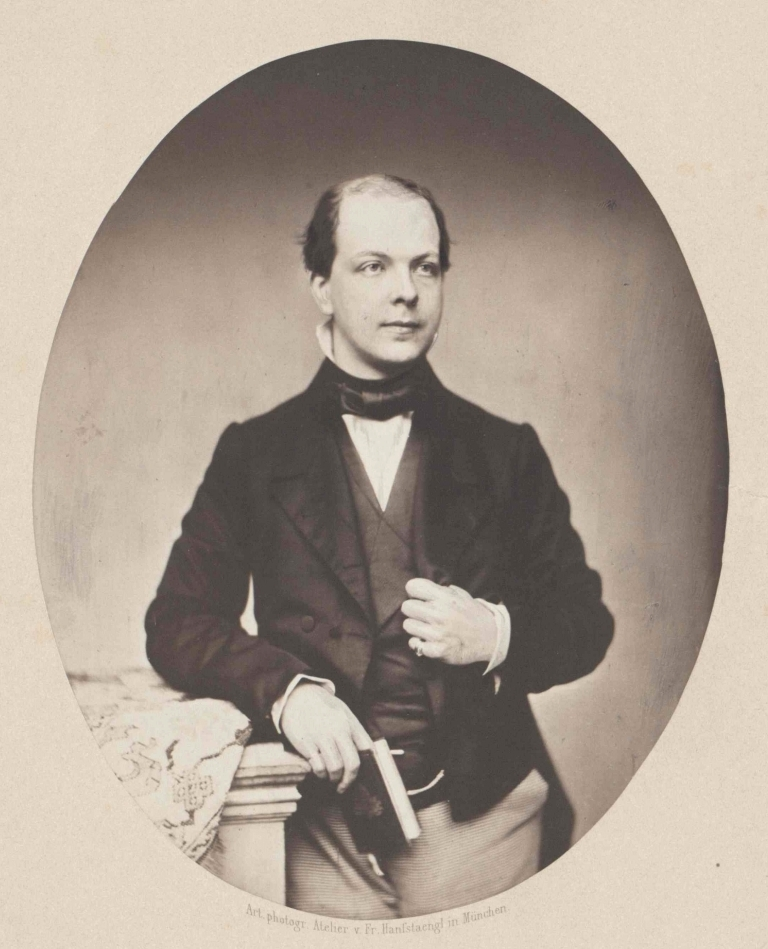
Albrecht Theodor Middeldorpf, Fotografie von Franz Hanfstaengl (1860)

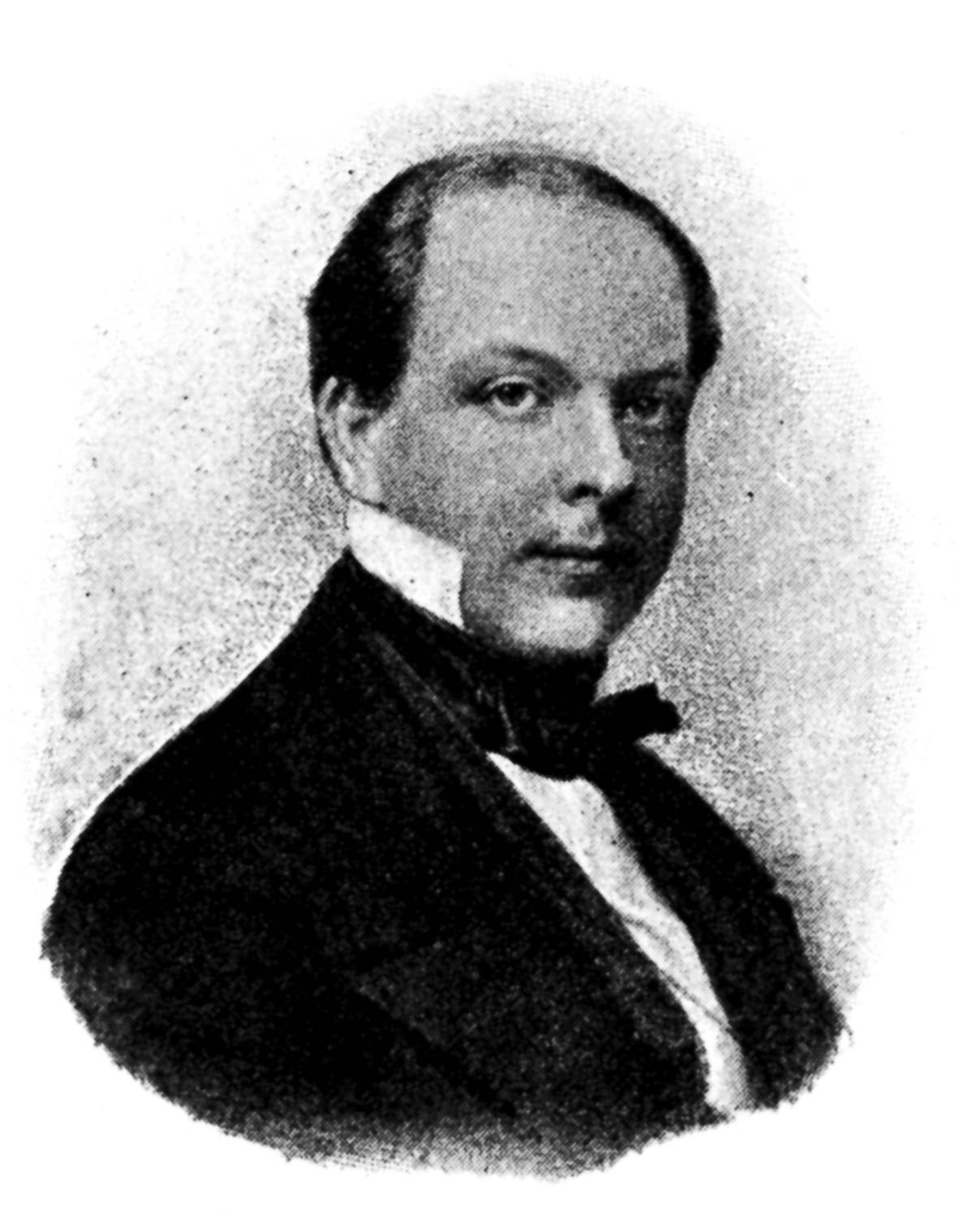
Albrecht Theodor Middeldorpf

Albrecht Theodor Middeldorpf (* 3. Juli 1824 in Breslau; † 29. Juli 1868 ebenda) war ein deutscher Mediziner und Chirurg. Er war Professor der Chirurgie in Breslau und ist als Begründer der Operationsmethode der Galvanokaustik bedeutend für die Entwicklung der modernen Elektrochirurgie.

## Leben
Albrecht Middeldorpf war ein Sohn des seinerzeit bekannten Theologen und Orientalisten Hinrich Middeldorpf. Er studierte ab 1842 Medizin an der Schlesischen Friedrich-Wilhelms-Universität in Breslau und der Friedrich-Wilhelms-Universität zu Berlin. Dabei traf er mit dem Physiologen Johannes Müller und dem Chirurgen Johann Friedrich Dieffenbach zusammen. 1846 wurde er zum Doktor der Medizin promoviert und für ein Jahr Assistent bei Jan Evangelista Purkinje.
Nach einigen Reisen gründete er in Breslau einen Verein für physiologische Heilkunde. 1849 wurde er Assistenzarzt am Spital Allerheiligen, wo er Experimente zu einer Akidopeirastik genannten Untersuchungsmethode vornahm. 1850 begann er seine Studien über Galvanokaustik, die er als chirurgische Operationsmethode im weitesten Sinn begründete. 1852 habilitierte er sich in Breslau als Privatdozent für Chirurgie. Im Jahre 1854 wurde er Professor und 1856 Direktor der chirurgischen und augenärztlichen Klinik und Poliklinik.
Im Jahr 1866 wurde Middeldorpf nach Böhmen kommandiert. Seine Vertretung in Breslau übernahm Hermann Maas, der ihn dann auch bei der Verwundetenversorgung im Schloss Nachod unterstützte. Als Generalarzt diente Middeldorpf im Deutsch-Dänischen Krieg und im Deutschen Krieg. Die Methode der Unterbindung der Arterien durch perkutane Umstechung, Wege zur Heilung von Magenbauchwandfisteln durch plastische Operation und die Operation von Speiseröhrenpolypen zählen ebenso zu seinen besonderen medizinischen Leistungen.
Er starb mit 44 Jahren. Sein 1886 zum Dr. med. promovierter Sohn Gustav Middeldorpf war chirurgischer Assistenzarzt in Würzburg bei Hermann Maas, der nach Albrecht Theodor Middeldorpfs Tod dessen Nichte heiratete und bei dem er auch Assistent gewesen war, und Carl Schönborn.

## Ehrungen
- Roter Adlerorden 3. Klasse mit der Schleife (1864)[3]

## Schriften (Auswahl)
- Lehre von den Knochenbrüchen. Breslau 1852.
- Die Galvanokaustik, ein Beitrag zur operativen Medizin. Breslau 1854.